# Zakaźność
Zakaźność – łatwość rozprzestrzeniania się patogenu w określonej populacji, determinowana przez zdolność patogenu do wywołania infekcji.
Zakaźność można liczbowo określić przy pomocy współczynnika podającego średnią liczbę osób zarażonych przez 1 chorego w całkowicie nieodpornej populacji (podstawowa liczba odtwarzania (ang. basic reproduction number).  
Podstawowa liczba odtwarzania R0 dla COVID-19 wynosi 3,32, natomiast dla nagminnego zapalenia przyusznic (świnki) 4–7, a dla odry 10–18. 